# Craspedosis nigerrima
Craspedosis nigerrima là một loài bướm đêm trong họ Geometridae.